# Anthony Carter
Anthony Bernard Carter (ur. 16 czerwca 1975 w Milwaukee) – amerykański koszykarz, występujący na pozycji rozgrywającego, po zakończeniu kariery sportowej trener koszykarski, od 2023 asystent trenera Memphis Grizzlies.
21 września 2018 został asystentem trenera w Miami Heat. 13 lipca 2023 dołączył do sztabu trenerskiego Memphis Grizzlies.

## Osiągnięcia

### Zawodnicze
NCAA
- Zawodnik Roku Konferencji Western Athletic NCAA (1997)[3]
- Zaliczony od składu All-WAC First Team (1997)

### Trenerskie
- Wicemistrz NBA (2023 jako asystent)[4]